# Friederike Groß
Friederike Groß (* 20. Juni 1965 in Plochingen) ist eine deutsche Malerin, Karikaturistin und Hochschullehrerin.

## Leben und Werk
Friederike Groß studierte von 1984 bis 1989 an der Staatlichen Akademie der Bildenden Künste Stuttgart bei Dieter Groß Freie Grafik und Kunsterziehung. Von 1988 bis 1991 studierte sie an der Universität Stuttgart Germanistik und Sprachwissenschaft und absolvierte von 1991 bis 1993 ihr Referendariat. Von 1985 bis 2013 war Friederike Groß für die Stuttgarter Zeitung als Karikaturistin tätig.
Von 2008 bis 2014 lehrte Friederike Groß als Dozentin für Zeichnen an der Eidgenössischen Technischen Hochschule (ETH) in Zürich. Seit 2013 hat sie eine Professur für Illustration an der University of Europe for Applied Sciences (UE) am Campus in Hamburg inne.

## Auszeichnungen (Auswahl)
- 1994: 1. Preis Concours de la Cité, Pont-Croix, Frankreich
- 1998: Mainzer Kunstpreis Eisenturm
- 2005: Stuttgarter Karikaturenpreis (2. Preis)
- 2005, 2007, 2008: Deutscher Preis für politische Karikatur[3]
- 2005, 2008: Internationaler Karikaturen-Wettbewerb der Aydin-Dogan-Stiftung, Istanbul

## Ausstellungen (Auswahl)
- 1986: Kreissparkasse Wangen
- 1986: Galerie Keim (mit Dieter Groß), Bad-Cannstatt
- 1995: Galerie Schaller
- 2003: Kunstforum, Weil der Stadt
- 2004: Galerie Kunstraum Sutter-Kress, Erlangen
- 2006: Galerie Valentien, Stuttgart